# Zawory (pasmo)
Zawory (od 550 do 715 m n.p.m., czes. Závora) – szerokie i płaskie stoliwo północnej części Gór Stołowych w Sudetach Środkowych, w południowo-zachodniej Polsce.
Przez Zawory przebiega granica zlewiska mórz: Bałtyckiego i Północnego, jak również granica z Czechami.
Nazwę Zawory pasmo nosi od pojęcia "zawora" znaczącego zamknięcie.

## Lokalizacja
Pasmo Zaworów położone jest na południowej granicy z Czechami pomiędzy Okrzeszynem, Chełmskiem Śląskim, Krzeszowem a Mieroszowem.

## Opis
Zawory to zalesione wzgórza charakteryzujące się płaską wierzchowiną i stromymi zboczami, z izolowanymi pagórami sięgające po dolinę Zadrny w Kotlinie Krzeszowskiej i zamykające od północy i północnego zachodu Góry Stołowe. Miejscami na zboczach skalne ściany piaskowcowe. Przebiegająca krawędzią stoliwa granica dzieli pasmo na polską i czeską część. Po czeskiej stronie pasmo nazywane jest "Závora". Granica biegnie krawędzią stoliwa, stąd po polskiej stronie znajdują się strome zbocza oraz boczne odgałęzienia, natomiast po stronie czeskiej zaklęśnięta powierzchnia stoliwa, poprzecinana dolinami potoków, w której centrum wznoszą się Adršpašskoteplické skály.
Po stronie polskiej pasmo ma kształt wąskiego rogala ciągnącego się od okolic Golińska na północnym wschodzie do okolicy czeskich Polic nad Metují na południu. Zawory z trzech stron otaczają Adrszpachskie Skały (czes. Adršpašskoteplické skály). Na szczytowych wierzchowinach: Rogu, Drogosza, Chochoła i Mielnej, brak jest skałek, które występują w znacznej liczbie i o różnorodnych kształtach na zboczach wzniesień, a zwłaszcza w Gorzeszowskich Skałkach pod Gorzeszowem oraz w okolicy między Różaną a Łączną. Ze względu na liczne spłaszczenia i łagodne zbocza na obszar Zaworów dość wysoko wkroczyły tereny uprawne i wsie. Lasy skupiły się w trudniej dostępnych miejscach, przede wszystkim na stromiznach i niedostępnych krawędziach stoliwa.
Najwyższy szczyt Zaworów to Róg (715 m n.p.m.).

### Ważniejsze szczyty
(z zachodu na wschód)

po stronie polskiej i graniczne:
- Róg (715 m n.p.m.)
- Stożek (613 m n.p.m., na jego stokach znajduje się rezerwat przyrody Głazy Krasnoludków) i Lisiec (600 m n.p.m.)
- Drogosz (681 m n.p.m.)
- Chochoł (668 m n.p.m.)
- Mielna (651 m n.p.m.)
- Dziób (692 m n.p.m.)
- Rogal (630 m n.p.m.)
- Mieroszowskie Ściany (grzbiet, 638–664 m n.p.m.)
- Buk (638 m n.p.m.)

po stronie czeskiej:
- Předni Rač (710 m n.p.m.)
- Kroupný (706 m n.p.m.)
- Skalky (668 m n.p.m.)
- Rohový vrch (698 m n.p.m.)
- Strážný (696 m n.p.m.)
- Kamenný vrch (636 m n.p.m.)
- Buková hora (638 m n.p.m.)
- Mračny vrch (587 m n.p.m.)
- Na kostele (690 m n.p.m.)

## Budowa geologiczna
Zawory zbudowane są ze skał osadowych niecki śródsudeckiej. Są to górnokredowe piaskowce ciosowe i mułowce zaś niższe (dolne) partie utworzone są z triasowego piaskowca szarogłazowego oraz permskich piaskowców, zlepieńców i łupków. Nazwa piaskowce ciosowe pochodzi od naturalnej własności dzielenia się skał wzdłuż pewnego systemu.

## Powstanie
Zawory leżą w osiowej części niecki śródsudeckiej. Skały z których zbudowane są Zawory powstały w kolejnych okresach geologicznych. Najstarsze w dolnym permie, kolejne w triasie, wreszcie w górnej kredzie (ok. 100 mln lat temu). W permie i triasie sedymentacja odbywała się w warunkach lądowych, częściowo pustynnych, natomiast w górnej kredzie w płytkomorskich. W międzyczasie obszar ten był wyniesiony i następowało niszczenie wcześniej powstałych skał.
Materiał potrzebny do nagromadzenia się górnokredowych osadów pochodził z niszczenia lądów, które otaczały zbiornik wodny.
W kształtowaniu rzeźby ważną rolę odegrały znaczną rolę ruchy górotwórcze i tektoniczne. W trzeciorzędzie, w czasie orogenezy alpejskiej cały ten obszar został wypiętrzony. Zmieniające się warunki klimatyczne w długim okresie trwającym wiele mln lat, zmienne uwarstwienie oraz różne lepiszcze poszczególnych warstw i partii skał, wpływały na różną odporność na czynniki erozji, a w rezultacie na kształt i urzeźbienie. Stoliwo Zaworów zostało wyniesione w stosunku do otoczenia, a zarazem zaklęśnięte w stosunku do centralnej części niecki śródsudeckiej. Gorzeszowskie Skałki oraz inne skałki występujące w paśmie zostały wypreparowane przez denudacyjne rozcięcia spływających wód i ruchy masowe zwietrzeliny.
W zachodniej części odsłaniają się najstarsze utwory – permskie, m.in. na Urwistej.

## Turystyka
Przez Zawory prowadzą szlaki turystyczne:
- zielony – szlak graniczny prowadzący wzdłuż granicy z Tłumaczowa do Przełęczy Okraj, wytyczony w 1993 r.
- niebieski – szlak prowadzi północno-zachodnim zboczem poniżej linii grzbietowej równolegle do granicy. Granica przebiega grzbietem Zaworów
- do Zaworów prowadzi droga lokalna z Mieroszowa do Chełmska Śląskiego.
- turystyczne przejście graniczne na Przełęczy Chełmskiej: Chełmsko Śląskie – czes. Libná.
- Przy drodze z Okrzeszyna do Uniemyśla po prawej stronie przed nieczynnym kamieniołomem "Skała Śmierci", gdzie w przeszłości wykonywano wyroki śmierci.